# Пекин Олимпик Грийн Съркит
Пекин Олимпик Грийн Съркит (Beijing Olympic Green Circuit) е градска писта, разположена на улиците около националния стадион и националния център по водни спортове в Пекин, Китай.
Предназначена е за стартове от календара на Формула Е. Дълга е 3,44 км и има 20 завоя, а посоката на движение е противоположна на часовниковата стрелка. Дизайнът ѝ е дело на Родриго Нунес. Първият старт на пистата е на 13 септември 2014 г., а първият победител - Лукас ди Граси. Рекордът за най-бърза обиколка държи Себастиен Буеми – 1:39.993 минути.

## Победители
| Година | Победител       | Отбор          | Време     | Най-бърза обиколка | Пол позишън     | Дата         |
| ------ | --------------- | -------------- | --------- | ------------------ | --------------- | ------------ |
| 2014   | Лукас ди Граси  | Ауди Спорт АБТ | 52:23.413 | Такума Сато        | Никола Прост    | 13 септември |
| 2015   | Себастиен Буеми | Рено е.дамс    | 50:08.835 | Себастиен Буеми    | Себастиен Буеми | 24 октомври  |